# Tamon Machida
Tamon Machida (japanisch 町田 多聞 Machida Tamon; * 14. Februar 1982 in der Präfektur Saitama) ist ein ehemaliger japanischer Fußballspieler.

## Karriere
Machida erlernte das Fußballspielen in der Universitätsmannschaft der Universität Tsukuba. Seinen ersten Vertrag unterschrieb er 2004 bei Gunma FC Horikoshi. Der Verein spielte in der dritthöchsten Liga des Landes, der Japan Football League. Für den Verein absolvierte er 22 Ligaspiele. 2005 wechselte er zu Rosso Kumamoto (heute: Roasso Kumamoto). 2007 wurde er mit dem Verein Vizemeister der Japan Football League und stieg in die J2 League auf. Für den Verein absolvierte er 54 Ligaspiele. 2009 wechselte er zum Drittligisten Sony Sendai FC. Für den Verein absolvierte er 41 Ligaspiele. Ende 2010 beendete er seine Karriere als Fußballspieler.